# 伊藤あおい
伊藤 あおい（いとう あおい、2004年5月21日 - ）は、愛知県名古屋市出身の女子プロテニス選手。WTAランキング自己最高位はシングルス82位、ダブルス180位。右利き、バックハンド・ストロークは両手打ち。SBCメディカルグループ所属。

## 選手経歴
名古屋市立清水小学校、名古屋市立八王子中学校、通信制の代々木高等学校を卒業した。

### 2022年 プロ転向
2022年4月にプロ転向した。2022年の全日本テニス選手権ではベスト4となった。2023年の全日本テニス選手権でもベスト4となった。

### 2024年 トップ150入り
2024年10月にはジャパン女子オープンテニスの女子シングルスに予選から出場し、初となるWTAツアーの本選出場を決めた。本選1回戦ではソフィア・ケニンを破り、WTAツアーの女子シングルスで初勝利を挙げた。2回戦では第8シードのエリザベッタ・コチャレットを破った。準決勝ではキンバリー・ビレルに敗れたが、ベスト4という好成績で大会を終えた。年間最終ランキングは157位。

### 2025年 トップ100入り
5月5日付のランキングで100位となりトップ100入りを果たす。
7月29日、ナショナル・バンク・オープン（カナダ）女子シングルス2回戦で第7シードのジャスミン・パオリーニ（イタリア、世界ランキング9位）を破る番狂わせを演じた。
8月9日、シンシナティ・オープン（アメリカ）シングルス2回戦で、2021年全仏オープン準優勝のアナスタシア・パブリュチェンコワ（ロシア出身、世界ランキング33位）を破る。

## プレースタイル
自称「へにょへにょテニス」。棒立ちで、フォアハンドはパワーがないため、相手の球威を利用した逆回転のスライスやチョップを多用する。女子テニス協会（WTA）が「ツアーでほかのどんな選手とも異なる才能を持つ」と評する。